# Miguel Hidalgo, San Nicolás Buenos Aires
Miguel Hidalgo är en ort i Mexiko.   Den ligger i kommunen San Nicolás Buenos Aires och delstaten Puebla, i den sydöstra delen av landet, 170 km öster om huvudstaden Mexico City. Miguel Hidalgo ligger 2 391 meter över havet och antalet invånare är 506.
Terrängen runt Miguel Hidalgo är platt söderut, men norrut är den kuperad. Terrängen runt Miguel Hidalgo sluttar västerut. Runt Miguel Hidalgo är det ganska tätbefolkat, med 120 invånare per kvadratkilometer. Närmaste större samhälle är San Salvador El Seco, 15,2 km sydväst om Miguel Hidalgo. Trakten runt Miguel Hidalgo består till största delen av jordbruksmark.